# 3356 Рєзнік
3356 Рє́знік (3356 Resnik) — астероїд головного поясу, відкритий 6 березня 1984 року.
Тіссеранів параметр щодо Юпітера — 3,659.